# Sidnei Tavares
Sidnei Wilson Vieira David Tavares (ur. 29 września 2001 w Cascais) – portugalski piłkarz występujący na pozycji pomocnika w angielskim klubie Blackburn Rovers.

## Kariera klubowa

### Leicester City
Tavares podpisał swój pierwszy profesjonalny kontrakt z Leicester City w 2019, po 9 latach spędzonych w akademii klubu. Zadebiutował 25 lutego 2021 w meczu Ligi Europy przeciwko drużynie Slavia Praga, zastępując w 80. minucie gry Cengiza Ündera. Debiut w Premier League zaliczył 3 marca 2021, wchodząc na boisko w 77. minucie spotkania z Burnley zakończonego remisem 1:1. 

### Porto
31 września 2021 Tavares dołączył do Porto na zasadzie wolnego transferu. Dla seniorskiej drużyny nie rozegrał ani jednego meczu, grał jednak dla drugiej drużyny Dragões – Porto B. Na zapleczu Primeira Liga wystąpił w 38 spotkaniach.

#### Wypożyczenie do Colorado Rapids
W sierpniu 2023 Tavares został wypożyczony do grającej w Major League Soccer drużyny Colorado Rapids. Zadebiutował 24 sierpnia, pojawiając się w podstawowej jedenastce na mecz z Los Angeles FC. Mecz zakończył się porażką 0:4, a sam Portugalczyk został zdjęty z boiska po 1. połowie meczu.

### Moreirense
W czerwcu 2024 Sidnei przeszedł do Moreirense, podpisując 4–letni kontrakt z klubem. 11 sierpnia 2024 zaliczył swój debiut w Primeira Liga w meczu przeciwko Farense, w którym Tavares otrzymał dwie żółte kartki, co równoznaczne było z przymusowym opuszczeniem boiska w 64. minucie gry. 2 marca 2025 w ligowym spotkaniu z Estrela Amadora strzelił wyrównującego, a tym samym ustalającego wynik na 1:1 gola – pierwszego dla klubu oraz w profesjonalnej karierze Portugalczyka.

### Blackburn Rovers
20 czerwca 2025 Tavares dołączył za nieujawnioną kwotę do grającego w angielskiej Championship Blackburn Rovers, podpisując z klubem 3–letni kontrakt.

## Statystyki
(aktualne na dzień 10 lipca 2025)
| Klub                   | Sezon              | Liga                | Liga  | Liga | Puchar Kraju | Puchar Kraju | Puchar Ligi | Puchar Ligi | Inne  | Inne | Suma  | Suma |
| Klub                   | Sezon              | Dywizja             | Mecze | Gole | Mecze        | Gole         | Mecze       | Gole        | Mecze | Gole | Mecze | Gole |
| ---------------------- | ------------------ | ------------------- | ----- | ---- | ------------ | ------------ | ----------- | ----------- | ----- | ---- | ----- | ---- |
| Leicester City         | 2020/21            | Premier League      | 2     | 0    | 0            | 0            | 0           | 0           | 1     | 0    | 3     | 0    |
| Porto B                | 2021/22            | Liga Portugal 2     | 10    | 0    | —            | —            | —           | —           | —     | —    | 10    | 0    |
| Porto B                | 2022/23            | Liga Portugal 2     | 28    | 0    | —            | —            | —           | —           | —     | —    | 28    | 0    |
| Porto B                | 2023/24            | Liga Portugal 2     | 0     | 0    | —            | —            | —           | —           | —     | —    | 0     | 0    |
| Porto B                | Ogólnie            | Ogólnie             | 38    | 0    | —            | —            | —           | —           | —     | —    | 38    | 0    |
| Colorado Rapids (wyp.) | 2023               | Major League Soccer | 5     | 0    | —            | —            | —           | —           | —     | —    | 5     | 0    |
| Moreirense             | 2024/25            | Primeira Liga       | 29    | 1    | 3            | 0            | 1           | 0           | —     | —    | 33    | 1    |
| Blackburn Rovers       | 2025/26            | Championship        | 0     | 0    | 0            | 0            | 0           | 0           | —     | —    | 0     | 0    |
| Ogólnie w karierze     | Ogólnie w karierze | Ogólnie w karierze  | 74    | 1    | 3            | 0            | 1           | 0           | 1     | 0    | 79    | 1    |

1. ↑  Uwzględnia występy w Taça de Portugal
2. ↑  Uwzględnia występy w Taça da Liga
3. ↑  Występy w Lidze Europy